# Auburn (Kalifornia)
Auburn – miasto w Stanach Zjednoczonych, w stanie Kalifornia, w hrabstwie Placer. Według spisu ludności przeprowadzonego przez United States Census Bureau, w roku 2010 miasto Auburn miało 13 330 mieszkańców.